# 丰台街道
丰台街道，是中华人民共和国北京市丰台區下辖的一个街道办事处，前身为丰台镇，1990年改为丰台街道。2021年7月11日，变更丰台街道办事处辖区范围。以原丰台街道划入看丹街道、五里店街道后其余区域为辖区范围。

## 行政区划
丰台街道下辖以下地区：
北大街北里社区、东大街西里社区、北大街社区、东幸福街社区、永善社区、正阳北里社区、东大街东里社区、东大街社区、前泥洼社区、向阳社区、建国街社区、新华街北社区、新华街南社区、丰益花园社区、丰管路社区、游泳场北路社区、丽泽景园社区和周庄子村。